# ان‌جی‌سی ۳۱۳۲

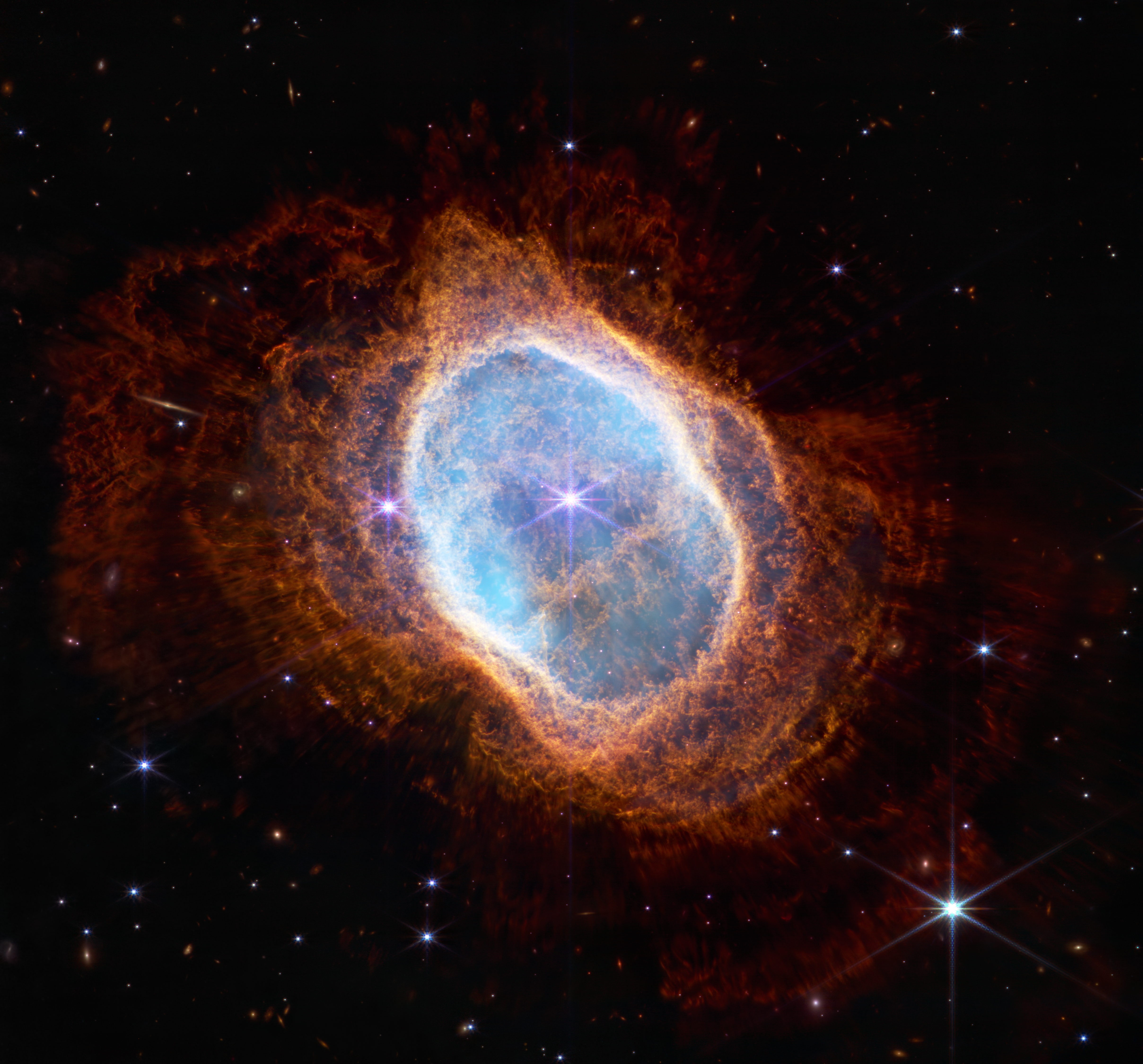
تصویر گرفته شده توسط تلسکوپ جیمز وب

ان‌جی‌سی ۳۱۳۲ (همچنین به نام سحابی هشت انفجار، سحابی حلقه جنوبی، یا Caldwell 74 ) یک سحابی سیاره ای درخشان و به‌طور گسترده در صورت فلکی ولا است. فاصله آن از زمین در حدود ۶۱۳ پارسک یا ۲۰۰۰ سال نوری برآورد شده‌است.